# Талойоак
Талойоак (Талуръяк) (англ. Taloyoak; Talurjuaq, фр. Taloyoak, инуктитут  ᑕᓗᕐᔪᐊᖅ) — поселение в регионе Китикмеот территории Нунавут, Канада. Является самым северным населённым пунктом материковой Канады.

## География
Поселение расположено в южной части полуострова Бутия. До Талойоака можно добраться только по воздуху через одноимённый аэропорт, несколько недель в конце лета также по воде можно добраться до городков Йоа-Хейвен и Кугаарук, автомобильных дорог до Талойоака не проложено.
К северу от Талойоака лежит огромный камень, который сравнивают со знаменитой австралийской скалой Улуру.
До 1 июля 1992 года посёлок носил имя Спенс-Бэй.

## Демография
- 1981 год — 431 житель
- 1986 — 540
- 1991 — 580
- 2001 — 720[1]
- 2006 — 809[1]